# أنتوني براكستون
أنتوني براكستون (بالإنجليزية: Anthony Braxton)‏ هو عازف بيانو وملحن أمريكي، ولد في 4 يونيو 1945 في شيكاغو في الولايات المتحدة.

## وصلات خارجية
- أنتوني براكستون على موقع IMDb (الإنجليزية)
- أنتوني براكستون على موقع الموسوعة البريطانية (الإنجليزية)
- أنتوني براكستون على موقع ميوزك برينز (الإنجليزية)
- أنتوني براكستون على موقع إن إن دي بي (الإنجليزية)
- أنتوني براكستون على موقع أول ميوزيك (الإنجليزية)
- أنتوني براكستون على موقع ديسكوغز (الإنجليزية)